# نژادپرستی در آسیا
نژادپرستی در آسیا ریشه در وقایعی دارد که از هزاران سال پیش تاکنون اتفاق افتاده‌است.

## بنگلادش
در سال ۲۰۱۵ میلادی حاکم این کشور، الیاس ملا، در سفر خود به جمهوری دموکراتیک کنگو به‌طور مداوم از مردم کنگو به عنوان «سیاه پوستان غیر متمدن» یاد می‌کرد و افزود: «مردم آنجا هنوز متمدن نشده‌اند. آنها هر ۱۵ روز حمام می‌کنند.»

## بوتان
گفته می‌شود که در سالهای ۱۹۹۲-۱۹۹۱ میلادی بوتان بین ۱۰٬۰۰۰ تا ۱۰۰٬۰۰۰ نژاد نپالی را از کشور بیرون کرده‌است. تعداد واقعی پناهندگانی که در ابتدا اخراج شده‌اند، مورد بحث هر دو کشور است. در مارس ۲۰۰۸ میلادی، این جمعیت به کشورهای دیگر از جمله ایالات متحده آمریکا، کانادا، نیوزیلند، نروژ، دانمارک، هلند و استرالیا پناه بردند و ساکن شدند. در حال حاضر، ایالات متحده آمریکا در تلاش است تا بیش از ۶۰٬۰۰۰ نفر از این پناهندگان در کشور خود جای بدهد و به آن‌ها اجازه ورود به داخل کشور و زندگی مانند دیگر مردم را بدهد.

## برونئی
قانون برونئی تبعیض نژادی را مثبت و به نفع قوم مالایی در نظر گرفته‌است.

## میانمار
به قدرت رسیدن نین وین در سال ۱۹۶۲ میلادی و آزار و اذیت وی توسط «بیگانگان مقیم این کشور» (گروه‌هایی از مهاجرانی که اعضای آن‌ها به عنوان شهروندان اتحادیه برمه شناخته نمی‌شدند) اخراج و منجر به مهاجرت حدود ۳۰۰۰۰۰ هندی برمه‌ای شد که قربانی سیاست‌های تبعیض آمیز نژاد نین وین شدند، به ویژه پس از ملی شدن عمده شرکت‌های خصوصی در سال ۱۹۶۴ میلادی این موضوع سختگیرانه تر شد. برخی از پناهندگان مسلمان که وارد بنگلادش شده‌اند نیز در آنجا رنج می‌برند زیرا دولت بنگلادش از سال ۲۰۰۷ میلادی هیچ حمایتی از آن‌ها نکرده‌است. در اواخر سال ۲۰۱۶ میلادی، نیروهای نظامی میانمار و بودایی‌های افراطی علیه مسلمانان روهینگیا در منطقه غربی کشور در ایالت راخین شروع به اعتراض کردند.
از سال ۲۰۱۵ میلادی، بیش از ۹۰۰٫۰۰۰ پناهنده روهینگیایی به جنوب شرقی بنگلادش فرار کرده‌اند و تعداد باقی مانده از آن‌ها به سایر کشورهای اطراف و کشورهای بزرگ مسلمان گریخته‌اند.
بیش از ۱۰۰٫۰۰۰ روهینگیایی در میانمار در اردوگاه‌هایی داخل کشور نگهداری شده‌اند. اندکی قبل از حمله شورشیان روهینگیا که منجر به کشته شدن ۱۲ نیروی امنیتی شد در تاریخ ۲۵ اوت ۲۰۱۷ میلادی، ارتش میانمار «عملیات پاکسازی» علیه مسلمانان روهینگیا را در ایالت راخین آغاز کرد، که بیش از ۳٫۰۰۰ کشته برجای گذاشت. تعداد زیادی زخمی، شکنجه یا تجاوز، روستاها در آتش سوختند، افراد روهینگیا از میانمار، به تنهایی به بنگلادش فرار کردند و تعداد بیشتری نیز به کشورهای دیگر پناه بردند. طبق کمیسیون امداد و بازگشت به پناهندگان، حدود۶۲۴٫۰۰۰ روهینگیایی تا ۷ نوامبر مجدد وارد بنگلادش شدند.

## کامبوج
کامبوج گروه‌های اقلیت قومی را به‌طور نامتناسبی مورد هدفهای نژادپرستی قرار داده‌است. این‌گروه‌ها شامل چینی‌ها، ویتنامی‌ها، تایلندی‌ها و خارجی‌هایی بودند که در کامبوج زندگی می‌کنند. بخشی از درگیری‌های کامبوج ناشی از درگیری چین در کامبوج قبل از جنگ جهانی در ویتنام بوده‌است. در اواخر ۱۹۶۰ میلادی، حدود ۴۲۵٫۰۰۰ قوم چینی در کامبوج زندگی می‌کردند، اما در سال ۱۹۸۴ میلادی، به دلیل آزار و اذیت چینی‌ها شروع به مهاجرت کردند، که تنها در حدود ۶۱٬۴۰۰ چینی در این کشور باقی ماند.

## چین
دانشمندان می‌گویند که جمهوری خلق چین نژادپرستی را به عنوان یک پدیده غربی معرفی می‌کند که منجر به عدم تصدیق نژادپرستی در جامعه خود شده‌است. به عنوان مثال، کمیته رفع تبعیض نژادی سازمان ملل در سال ۲۰۱۸ میلادی گزارش داد که قانون چین «تبعیض نژادی» را تعریف نکرده و فاقد قانون تبعیض ضد نژادی مطابق با سیاست‌های جهانی و اصول است.
از زمان ورود آفریقایی‌ها به دانشگاه‌های چین در دهه ۱۹۶۰ میلادی تبعیض علیه دانشجویان آفریقایی شروع شد. در سال ۱۹۸۸ میلادی، دانشجویان چینی علیه دانشجویان آفریقایی که در نانجینگ تحصیل می‌کردند، شورش کردند. در سال ۲۰۰۷ میلادی، گزارش شد که سرکوب‌های پلیس مبارزه با مواد مخدر در منطقه سانلیتون پکن، افرادی را از آفریقا به عنوان مظنون به اشتباه مورد هدف قرار می‌دهند، اما مقامات پلیس هدف گرفتن هر گروه نژادی یا قومی خاص را انکار کرد. طبق گزارش فارین پالیسی، دانش‌آموزان آفریقایی بیشتر از دانش آموزان مناطق دیگر تحت آزمایش‌های دارویی قرار گرفته‌اند. بر این اساس، برخی از وبلاگ نویسان چینی تلاش کرده‌اند که ذهنیت‌های منفی را در کشورشان در مورد آفریقا مردم آن تغییر دهند، گزارش‌های نژادپرستی علیه آفریقایی‌ها در چین در طی بیماری همه‌گیر کرونا (COVID-19) در چین افزایش یافت.

## هند
در زمان راج انگلیس، دیدگاه‌های نژادپرستانه علیه هندی‌ها بر اساس نژادپرستی سیستمی علمی که در آن زمان در اروپا رواج داشت، رواج یافت. دیدگاه‌ها شامل تقسیم گروه‌های زبانی به «طبقات» قومی است. اولین نخست‌وزیر هند، پاندیت جواهر لعل نهرو، نوشت:
ما در هند از زمان آغاز حاکمیت انگلیس نژادپرستی را آموختیم و امروزه تمام مدل‌های نژادپرستی را دیده‌ایم. هند به عنوان یک ملت و هندی‌ها به عنوان افراد مورد توهین، تحقیر و رفتار تحقیرآمیز قرار گرفتند. این حق خدادادی است که می‌تواند بر ما حکومت کند و ما را مطیع خودش نگه دارد. در سال‌های اخیر تبعیض علیه افرادی از شمال شرقی هند و جنوب هند گزارش شده‌است.

## اندونزی
تعدادی از قوانین تبعیض آمیز علیه اندونزیایی‌های چین توسط دولت اندونزی وضع شد. در سال ۱۹۵۹ میلادی، رئیس‌جمهور سوکارنو آن را تصویب کردکه اندونزیایی‌های چین را مجبور به بستن مشاغل خود در مناطق روستایی و نقل مکان در مناطق شهری کرد. علاوه بر این، فشارهای سیاسی در دهه ۱۹۷۰ میلادی و ۱۹۸۰ میلادی نقش اندونزیایی چینی را در سیاست، تحصیل و ارتش محدود کرد.
در نتیجه، آن‌ها مجبور به شدند که کارآفرین و مدیران حرفه ای در تجارت، تولید و بانکداری شوند. در دهه ۱۹۶۰ میلادی، به دنبال تلاش ناموفق کودتای کمونیستی در ۱۹۶۵ میلادی، احساسات شدیدی علیه اندونزیایی‌های چینی ایجاد شد که متهم به همکاری کمونیستی بودند. در سال ۱۹۹۸ میلادی، شورش‌های اندونزی بر سر افزایش قیمت مواد غذایی و شایعات احتکار توسط بازرگانان و مغازه داران که باعث اعتراضات گسترده چینی‌ها در این کشور شد. همچنین نژادپرستی علیه دین و مذهب در سراسر کشور، به ویژه بین مسلمانان، وجود داشت.

## ایران
در اواخر اوت سال ۲۰۱۹ میلادی، هیئت ضد نژادپرستی سازمان ملل متحد متوجه شد که جمهوری اسلامی ایران نژادپرستی علیه اعراب، کردها، بلوچ و سایر اقلیت‌های قومی دارد. تبعیض و نژادپرستی علیه پناهندگان افغان در ایران به‌طور گسترده‌ای گسترش یافته‌است. سازمان ملل گفت: «عرب‌ها، کردها و دیگر اقلیت‌ها در ایران دچار مشکلات تبعیض نژادی هستند.»

## اسرائیل
سازمان‌هایی مانند عفو بین‌الملل، انجمن حقوق مدنی در اسرائیل و وزارت امور خارجه ایالات متحده آمریکا گزارش‌هایی منتشر کرده‌اند که مستند تبعیض نژادی در اسرائیل است.
انجمن حقوق مدنی در اسرائیل (ACRI) گزارش مستند نژادپرستی در اسرائیل منتشر کرده و گزارش سال ۲۰۰۷ میلادی با بررسی‌های انجام شده گفتند که نژادپرستی در این کشور در حال افزایش است. یک تحلیل از این گزارش که به‌طور مختصر به آن می‌پردازیم: «بیش از دو سوم نوجوانان اسرائیلی معتقدند که عرب‌ها از هوش کمی برخوردار هستند و به اصطلاح کم‌هوش می‌باشند. همچنین بی فرهنگ و خشن هستند.»
بیش از یک سوم نوجوانان اسرائیلی همه از مردم اعراب می‌ترسند. گزارش به نقل از نظر سنجی نژادپرستی ACRI، در مارس ۲۰۰۷ میلادی، که در آن ۵۰٪ از اسرائیلی‌های شرکت کرده بودند گفتند که در یک ساختمانی که فردی با نژاد عرب آن را ساخته‌است زندگی نخواهند کرد، دوست نخواهند شد یا اجازه نخواهند داد فرزندانشان با اعراب دوست شوند و مردم اعراب را به خانه‌هایشان راه نمی‌دهند. " گزارش سال ۲۰۰۸ میلادی سازمان جهانی ACRI می‌گوید روند نژادپرستی همچنان ادامه دارد.

## ژاپن
در سال ۲۰۰۵ میلادی، سازمان ملل ابراز نگرانی در مورد نژادپرستی در ژاپن کرد و اینکه دولت توجه ای به این مسئله ندارد. نویسنده این گزارش، Doudou Diène (گزارشگر ویژه از کمیسیون حقوق بشر سازمان ملل)، پس از بررسی در ۹ روز به این نتیجه رسیدند که تبعیض نژادی و بیگانه ستیزی در ژاپن عمدتاً سه گروه را تحت تأثیر قرار می‌دهد: اقلیت‌های ملی، افرادی که یک ریشه آمریکایی دارند، عمدتاً برزیلی‌های مقیم ژاپن، و خارجی‌هایی که در کشورهای فقیر به دنیا آمده‌اند.
ژاپن در سال ۱۹۹۹ میلادی فقط ۱۶ پناهنده را پذیرفت، در حالی که ایالات متحده آمریکا ۸۵٬۰۱۰ نفر را برای پناهندگی پذیرفت، بر اساس آمار جهانی کشور نیوزلند، که ۳۰ برابر کوچکتر از کشور ژاپن است (از نظر جمعیت)، در سال۱۹۹۹ میلادی حدود ۱۱۴۰ پناهنده پذیرفته‌است. از سال ۱۹۸۱ میلادی، هنگامی که ژاپن کنوانسیون سازمان ملل در مورد وضعیت پناهندگان را تصویب کرد، تا سال ۲۰۰۲ میلادی، حدود ۳۰۵ نفر توسط ژاپن به عنوان پناهنده گرفته شدند. نظرسنجی ایپسوس در سال ۲۰۱۹ میلادی نشان می‌دهد همچنان افراد ژاپنی که در این نظر سنجی شرکت کردند در مقایسه با سایر کشورهای مورد بررسی، همدردی کمتری با پناهندگان دارند.

## اردن
بر اساس مطالعه‌های انجام شده در سال ۲۰۱۳ میلادی توسط دانشگاه اسکاندیناوی، اردنی‌ها نژادپرست‌ترین ملیت در جهان هستند و پس از آن‌ها هندی‌ها رتبه دوم جهان قرار دارند.

## مالزی
مالزی کشوری چند قومیتی است که اکثریت را افرادی تشکیل می‌دهند که اصالتاً برای کشور مالزی هستند، که این تعداد نزدیک به ۵۲ درصد از ۲۸ میلیون نفر است. جمعیت حدود ۳۰٪ از جمعیت را مالزیایی‌های چینی (مالزیایی از نژاد چینی) تشکیل می‌دهند و مالزیایی‌های هند (مالزیایی هندی‌تبار) حدود ۱۰٪ از جمعیت را تشکیل می‌دهند. سیاست‌های دولت در مورد تبعیض نژادی در کشور مثبت است.

## سنگاپور
از زمان استقلال، کشور سنگاپور اعلام کرد، که یک جامعه چند فرهنگی است. سنگاپور اعلام کرده‌است ضد نژادپرستی است و پذیرش از همه نژادها و ادیان است. روز احترام به تمام نژادها در سنگاپور به مناسبت سال ۱۹۶۴ میلادی در سنگاپور جشن گرفته می‌شود.

## کره جنوبی
کره‌ای‌ها، چه در کره شمالی و چه در کره جنوبی، تمایل دارند که ملیت یا تابعیت را با عضویت در یک گروه قومی یا «نژاد» سیاسی یک دست یکسان نشان بدهد و این موضوع سبب برابری در آن تمام گروه‌ها باشد. زبان و فرهنگ مشترک به عنوان عناصر مهم در هویت کره‌ای‌ها مورد توجه است.
مدارس کره جنوبی به دلیل استخدام فقط معلمان سفیدپوست آموزش زبان انگلیسی مورد اعتراض مردم قرار گرفته‌اند؛ زیرا مردم کره جنوبی اشخاص با رنگ پوست روشن را نمایندگان کشورهای «غربی» یا «مردم انگلیس» می‌دانند.

## پاکستان
احساسات نژادپرستانه بین شهروندان پاکستان نسبت به شهروندان بنگلادش وجود دارد. رژیم قدرتمند ضد بنگالی پاکستان در طول جنگ آزادسازی بنگلادش به شدت تحت تأثیر نژادپرستی ضد بنگالی در تشکیلات و مقامات دولتی قرار گرفت، به ویژه علیه دسته اقلیت‌های هندوی بنگالی، این درگیری به زمانی برمی گردد که هند به دو قسمت پاکستان غربی و پاکستان شرقی تقسیم شد.
در طی درگیری ۹ ماهه در سال ۱۹۷۱ میلادی بین ۳۰۰٫۰۰۰ تا ۳ میلیون «نفر» کشته شدند. دولت بنگلادش خواستار عذرخواهی رسمی برای این جنایات از رئیس دولت پاکستان و همچنین محاکمه رهبران نظامی و سیاسی سابق این کشور شد که در اقدامات ارتش در پاکستان شرقی آن زمان نقش داشته‌اند.

## تایوان
قانون ملیت تایوان به دلیل روش‌های تعیین تابعیت مهاجران مورد انتقاد قرار گرفته‌است.

## تایلند
نژادپرستی در تایلند یک مشکل شایع است اما فقط به‌ندرت به‌صورت عمومی مورد بحث قرار می‌گیرد.

## ترکیه
در ترکیه نژادپرستی و تبعیض قومی رایج هستند و در آن جامعه در طول تاریخ نژادپرستی و تبعیض قومی علی‌الخصوص در برابر اقلیت‌های غیر مسلمان و غیر اهل سنت رواج داشته. این به نظر می‌رسد به‌طور عمده در قالب نگرش منفی و اقدامات ترک‌ها نسبت به افرادی که ترک در نظر گرفته نمی‌شوند، انجام شده. چنین تبعیضی عمدتاً نسبت به اقوام غیر ترکی مانند ارامنه، آشوری‌ها، یونانیان، یهودیان، کردها و زازاکی‌ها و همچنین نسبت به اقلیت اشکال مختلف اسلام مانند علویان، صوفیان و شیعیان است.
در دوران حکومت عثمانی و قیام ترکان جوان در کشور ترکیه بیش از یک میلیون پانصد هزار ارمنی با هدف نسل‌کشی با هدف پاکسازی قومی به قتل رسیدند. این آمار توسط برخی مجامع بین المللی بسیار بیشتر ذکر شده است، این کشتار به نسل‌کشی ارمنی‌ها در ترکیه معروف است.
در ترکیه از زمان مصطفی کمال، با اهداف سیاسی پس از نسل کشی ارمنی‌ها، بطور مشخص سعی در تصاحب مالکیت معنوی بسیاری سنت ها و اشخاص تاریخی، اساطیری و معروف پارسی و کرد و ارمنی و حتی تمدن سومر و آشور و بابل باستان که همه غیر ترک بودند، شده است.
تغییر نام شهرها و رودخانه ها و مناطق در ترکیه از نام‌های تاریخی و اصلی به نام‌های جدید ترکی نیز از قرنها پیش شروع شده و هنوز ادامه دارد.

## افغانستان
در افغانستان سرکوب تبار های غیر پشتون تا امروز یک گونه رسم و آیین قدیمی است، گزارش‌های وجود دارد که قوم هزاره در زمان حاکمیت امیر عبدالرحمٰن خان به شکل فزایندهٔ مورد شکنجه، کوچ اجباری و محبوس شدن قرار گرفته بودند و از مناطق اصلی خود کوچانده میشدند که این معضله تا امروز در بعضی شهرستان‌های ولایت‌های میدان وردک و دایکندی وجود دارد.
از سوی دیگر گزارش های از کوچ کوچی های پشتون به مناطق شمالی افغانستان بویژه استان تخار وجود دارد که به نزاعات بر سر زمین میان مردم بومی و کوچی های پشتون گردیده است.
اگرچه هیچ آماری رسمی از افغانستان راجع به شمار اقوام آن کشور وجود ندارد اما پشتون سالاری از چند سده بدینسو در این کشور رواج کامل دارد.

## ویتنام
جنگ چین و ویتنام منجر به تبعیض و در نتیجه مهاجرت چینی‌تبارهای ویتنام شد. بسیاری از این افراد با استفاده از قایق فرار کردند. در سال‌های ۱۹۷۸–۱۹۷۹ میلادی، حدود۴۵۰٫۰۰۰ چینی با قایق که پناهنده بودند، ویتنام را ترک کردند و از مرزهای زمینی با چین بازگردانده شدند.